# Симфонический оркестр Венгерского радио
Симфонический оркестр Венгерского радио (венг. Magyar Rádió Szimfonikus Zenekar) — венгерский симфонический оркестр, радиоансамбль, базирующийся в Будапеште. Для зарубежных выступлений и записей в последние годы использует альтернативное название Будапештский симфонический оркестр (англ. Budapest Symphony Orchestra).
Годом основания оркестра считается 1945-й, хотя непосредственный предшественник коллектива, включавший 30 музыкантов, был основан Эрнстом фон Донаньи в 1943 году. По окончании Второй мировой войны руководить радиооркестром был назначен Янош Ференчик, а состав расширен до 50 исполнителей. В 1952 г. в результате своеобразной рокировки, Ференчик возглавил Венгерский государственный симфонический оркестр, а ему на смену пришёл бывший тамошний руководитель Ласло Шомодьи. На протяжении всего этого времени одной из ключевых фигур в оркестре был также второй дирижёр Тибор Полгар, работавший на Венгерском радио с 1925 года. Однако после Венгерских событий 1956 г. Шомодьи, Полгар и некоторые другие музыканты покинули страну.
В 1950-80-е гг. оркестр Венгерского радио был известен, в частности, активным сотрудничеством с новейшими венгерскими композиторами (218 премьер 58 композиторов). В дальнейшем акценты несколько сместились. Наиболее заметной страницей в истории оркестра последних лет является учреждённый им в 2006 году будапештский Вагнеровский фестиваль, которым руководит Адам Фишер.

## Руководители
- Янош Ференчик (1945—1952)
- Ласло Шомодьи (1952—1956)
- Тамаш Броди (1957)
- Дьёрдь Лехел (1958—1989)
- Андраш Лигети (1990—1992)
- Тамаш Вашари (1993—2003)
- Ласло Ковач (2004—2008)
- Стивен Д’Агостино (с 2009 г.)